# Ozodicera tripallens
Ozodicera tripallens är en tvåvingeart som beskrevs av Alexander 1942. Ozodicera tripallens ingår i släktet Ozodicera och familjen storharkrankar. Inga underarter finns listade i Catalogue of Life.